# HC Pustertal
HC Pustertal/Val Pusteria je hokejový klub z italského města Bruneck v Jižním Tyrolsku středisko regionu Pustertal, který hraje mezinárodní soutěž ICE Hockey League. Dříve hrál v Alps Hockey League a Serii A.

## Historie
Tým byl založen v roce 1954 pod jménem EV MAK Bruneck. První sezónu v Serii B klub HC Bruneck (italsky HC Brunico) sehrál v roce 1966. Ačkoli v sezónách 1967–68 a 1968–69 soutěž vyhrál, nemohl postoupit do Serie A, protože klubový stadion nebyl vhodný pro nejvyšší soutěž. Postoupit se povedlo až po vítězství v sezóně 1971–72, přičemž Wolves, jak se jim přezdívá, zůstali v Serii A téměř třicet let. Před začátkem sezóny 2001/02 však byli nuceni soutěž opustit z ekonomických důvodů. Po dvou sezónách v Serii B se jako HC Pustertal/Val Pusteria opět vrátili do Serie A (od sezóny 2003/04), a od sezóny 2016/17 klub hraje také Alps Hockey League. Od sezóny 2021/22 hraje HC Pustertal ICE Hockey League.

### Název týmu
- 1954 - ? EV MAK Bruneck (Moto-Auto-Klub)
- ? – 2001 HC Brunico
- 2001 – 2008 HC Val Pusteria
- 2008 – 2009 HC Red Orange Val Pusteria
- 2009 – 2010 Fiat Professional Wölfe
- 2010 – 2021 HC Lupi Val Pusteria
- 2021 HC Pustertal

## Úspěchy
- Italský pohár: 2010
- Italský superpohár: 3 (2011 , 2014 , 2016)
- Ligový pohár A1: 2 (2012, 2014)
- Serie B: 3 (1968. 1969, 1972)
- Tatranský pohár: 2021

## Přehled ligové účasti
- 1966 – 1972: Serie B
- 1972 – 2001: Lega Italiana Hockey Ghiaccio
- 2001 – 2003: Serie B
- 2003 – 2021: Lega Italiana Hockey Ghiaccio
- 2016 – 2021: Alps Hockey League
- 2021 – ICE Hockey League